# Oliver Hasenfratz
Oliver Hasenfratz (Sindelfingen, 20 november 1966 - Berlijn, 14 november 2001) was een Duits acteur. 

## Biografie
Oliver Hasenfratz was de zoon van Beate en Tilbert Hasenfratz. Hij had nog een broer, Dirk Hasenfratz. Hij groeide op in Heidelberg, waar hij zijn opleiding volgde aan de privé toneelschool van Irene Haller. Hij nam ook lessen in schermen en ballet, kreeg zangles van een operazangeres en volgde een zang- en spraakopleiding.
Nadat hij zijn acteerexamen met succes had afgelegd, had hij zijn eerste optredens in het Stadttheater Hildesheim, het Schauspielhaus Hamburg en het Schauspielhaus Bochum. Vanaf 1990 werkte hij uitsluitend als film- en televisieacteur. Hij woonde in Berlijn-Kreuzberg tot aan zijn dood. Hasenfratz werd bekend in 1998 met zijn rol als Robert Kranzow, de zoon van de koning van St Pauli, in de gelijknamige televisieserie onder regie van Dieter Wedel. Bandits van Katja von Garnier uit 1997 was de enige bioscoopfilm waarin Oliver Hasenfratz te zien was. Hierin speelde hij de rol van politieagent Mario Schneider. Hij verscheen ook in verschillende misdaaddrama's op televisie, waaronder Der Alte, Derrick, Doppelter Einsatz (aflevering Eva's dood, seizoen 5, aflevering 2), Ein Fall für zwei, Siska en Tatort. Hij kon zijn humoristische talent bewijzen in het televisiestuk Ein Schloß für Rita.

## Overlijden
Ondanks een succesvolle beenmergdonatie van zijn broer Dirk, overleed de acteur op 14 november 2001 op 34-jarige leeftijd in het Charité ziekenhuis in Berlijn aan de gevolgen van leukemie. Oliver Hasenfratz werd op 23 november 2001 begraven op de Bergfriedhof begraafplaats (Heidelberg).

## Filmografie
- 1987: Mira Luna (korte film)

- 1993: Der Betrogene
- 1993: Zwei Halbe sind noch lange kein Ganzes
- 1993: Freunde fürs Leben
- 1997: Bandits
- 1997: Ein Schloß für Rita
- 1998: Der König von St. Pauli
- 1999: Gaukler der Liebe

## Televisieseries
- 1978: Auf Achse (1 aflevering)
- 1993: Tatort - Renis Tod
- 1993, 1994, 1996: Derrick (4 afleveringen)
- 1993, 1996: Ein Fall für zwei (2 afleveringen)
- 1993: Zwei Halbe sind noch lange kein Ganzes
- 1993: Freunde fürs Leben
- 1996, 1998, 2001: Der Alte (3 afleveringen)
- 1996: Der Mann ohne Schatten
- 1996: Dr. Stefan Frank – Der Arzt, dem die Frauen vertrauen – Ein fataler Irrtum
- 1997: Tatort - Liebe, Sex, Tod
- 1998: Der König von St. Pauli
- 1999, 2001: Siska (3 afleveringen)
- 1999: Die Cleveren (1 aflevering)
- 1999: Delta Team - Auftrag geheim! (1 aflevering)
- 1999: Doppelter Einsatz (een aflevering)
- 2000: Tatort - Blüten aus Werder
- 2001: Im Namen des Gesetzes
- 2001: Tatort - Du hast keine Chance